# Cantenac
Cantenac era una comuna francesa situada en el departamento de Gironda, de la región de Nueva Aquitania, que el 1 de enero de 2017 pasó a ser una comuna delegada de la comuna nueva de Margaux-Cantenac al fusionarse con la comuna de Margaux.

## Demografía
| Gráfica de evolución demográfica de Cantenac entre 1800 y 2014 |
|                                                                |

Los datos demográficos contemplados en este gráfico de la comuna de Cantenac se han cogido de 1800 a 1999 de la página francesa EHESS/Cassini, y los demás datos de la página del INSEE.